# یوکی کوریهارا
یوکی کوریهارا (ژاپنی: 栗原 祐樹؛ زادهٔ ۱۰ مهٔ ۱۹۹۰) یک بازیکن فوتبال اهل ژاپن است.
از باشگاه‌هایی که در آن بازی کرده‌است می‌توان به باشگاه فوتبال مونتدیو یاماگاتا اشاره کرد.